# 札割れ
札割れ（ふだわれ）とは経済学用語の一つ。入札が行われる際に、応募が少ないなどということから応札額が予想されていた金額を下回ることを言う。たとえば日本銀行が金融調節のために公開市場操作を実施する際に、金融機関からの申し込み金額が、日本銀行が予想していた金額に達していないことを言われている。他には国債が発行された際に、その国債の引き受け手が足りずに売れ残っているような場合にも言われている。